# Classe Barracuda (1951)
Les sous-marins de la classe Barracuda (à l'origine les sous-marins de la classe K-1) sont le produit du projet Kayo, un effort de recherche et de développement commencé immédiatement après la Seconde Guerre mondiale par la marine américaine pour « résoudre le problème de son utilisation afin d'attaquer et détruire les sous-marins ennemis ». Ils portent à l'origine le symbole de classification de coque SSK, pour « sous-marin d'attaque conventionnel ».
Ces sous-marins sont à l'origine nommés K-1 à K-3, avec les numéros de coque SSK-1 à SSK-3. Ils sont renommés Barracuda, Bass et Bonita en décembre 1955. En 1959, le Barracuda obtient le fanion SST-3 (SST pour sous-marin d'entraînement), et en 1964, son sonar principal lui est retiré. Il change une nouvelle fois de n° de fanion en 1973, désigné SS-T3 ; pour une raison quelconque, la marine a souhaité l'inscrire comme sous-marin d'attaque. Le Bass est mis hors service en 1957 et change de fanion pour SS-551 en 1959. Le Bonita est mis hors service en 1958 et change de fanion pour SS-552 en 1959.

## Contexte
La marine soviétique avait acquis le sous-marin allemand de type XXI et d'autres sous-marins avancés, et devait rapidement mettre en production des dérivés de ceux-ci. En 1948, la marine américaine estima le nombre de sous-marins capables mener une lutte anti-sous-marine (ASW) (désignés SSK) qui seront nécessaires pour contrer les centaines de sous-marins soviétiques avancés qui devront être mis en service d'ici 1960. Deux scénarios sont envisagés : un scénario raisonnable supposant que les Soviétiques construiront de nouveaux bâtiments pour remplacer leurs 360 sous-marins existants, et un scénario « cauchemar » projetant la construction de nombreux bâtiments comme l'avaient faits les Allemands, pour une force opérationnelle d'environ 2 000 sous-marins. Côté américain, l'US Navy devra disposer de 250 sous-marins si la première option est retenue ou d'environ 970 pour la seconde. En comparaison, la force sous-marine américaine totale à la fin de la Seconde Guerre mondiale, à l'exclusion des sous-marins d'entraînement obsolètes, compte un peu plus de 200 navires.

## Conception
Les SSK de la classe Barracuda sont conçus pour être plus petits que les sous-marins d'attaque contemporains et plus simples dans leur conception et leur construction. Les ingénieurs espéraient que cela permettrait une production en masse à moindre coût et en grand nombre dont on pensait nécessaire pour combattre la flotte croissante de sous-marins soviétiques de type XXI.
La principale innovation créée par Kayo est un système de sonar d'étrave passif à basse fréquence, le BQR-4, qui devait à l'origine être fixé autour de du kiosque du sous-marin. Les tests sur le Grampus ont montré que le bruit de fond réduisait considérablement la portée de détection, et le sonar a été déplacé vers la proue. En raison du grand dôme sonar au-dessus placé au-dessus des tubes lance-torpilles, ceux-ci sont restés dans leur position d'étrave traditionnelle.

## Historique
En 1951-53, les Barracuda sont rejoints par sept SSK de la classe Gato convertis. Ceux-ci ont perdu quatre de leurs six tubes lance-torpilles avant et deux de leurs quatre moteurs diesel principaux.
L'avènement du nucléaire, avec l'USS Nautilus entrant en service en 1955 et la marine soviétique répondant avec le premier sous-marin de la classe November seulement trois ans plus tard, créé une révolution dans la lutte ASM. Les sous-marins nucléaires pourront maintenir indéfiniment une vitesse élevée à grande profondeur. Les SSK conventionnels seront alors inutiles contre les navires à propulsion nucléaire, sauf peut-être en eau peu profonde. Au fur et à mesure du développement des sous-marins nucléaires d'attaque, ceux-ci se sont vus confier la tâche des missions ASM. Les dix SSK changent alors de n° de fanion et sont mis hors service ou réaffectés à d'autres fonctions en 1957-1959.
Le programme SSK et particulièrement la classe Barracuda sont ainsi dépassés par les événements après quelques années de service. Leur sonar, cependant, s'avère excellent, avec de bonnes plages de détection de zone de convergence contre les sous-marins équipés de schnorchel ; il sera conservé sur les anciens SSK de la classe Gato et installé sur les premiers sous-marins nucléaires et quelques sous-marins diesel supplémentaires. Le réseau de sonars d'étrave fut déplacé dans une bulbe d'étrave abritant un dôme sonar, avec des tubes lance-torpilles inclinés au milieu du navire pour gagner de la place pour la prochaine classe Thresher et toutes les classes SSN américaines suivantes.
En 1958, le Bonita est utilisée comme cible d'essais d'armes nucléaires à Eniwetok dans le Pacifique Sud, dans le cadre de l'opération Hardtack I. Seul son électronique est endommagé.

## Navires de la classe
| Nom et numéro de coque | Constructeur               | Pose de la quille | Lancement    | Commission       | Nom (en 1955) | N° de coque (en 1959) | Sort           |
| ---------------------- | -------------------------- | ----------------- | ------------ | ---------------- | ------------- | --------------------- | -------------- |
| USS K-1 (SSK-1)        | Electric Boat              | 1er juillet 1949  | 2 mars 1951  | 10 novembre 1951 | Barracuda     | SST-3                 | Démoli en 1974 |
| USS K-2 (SSK-2)        | Mare Island Naval Shipyard | 23 février 1950   | 2 mai 1951   | 16 novembre 1951 | Basse         | SS-551                | Démoli en 1966 |
| USS K-3 (SSK-3)        | Mare Island Naval Shipyard | 19 mai 1950       | 21 juin 1951 | 11 janvier 1952  | Bonita        | SS-552                | Démoli en 1966 |